# Everytime We Touch (песня Cascada)
«Everytime We Touch» — дебютный dancecore-трек группы Cascada, который, в свою очередь, является кавером на одноимённую песню певицы Мэгги Райлли из альбома «Echoes» 1992 года выпуска. Песня была спродюсирована Мануэлем Ройтером и Янном Пфайффером и получила положительный приём от музыкальных критиков. Это был огромный прорыв в танцевальной музыке всего мира, ставший хитом 2006 года. В США трек достиг 10 места в US Billboard Hot 100 и стал дважды платиновым RIAA. Популярная радиостанция Нью-Йорка Z100 поставила композицию на 5 место среди 100 лучших песен 2006 года.

## Ремикс
«Everytime We Touch (Yanou’s Candlelight Mix)» — окончательный трек в альбоме Everytime We Touch. Электронный поток оригинала был удалён из этой версии, и был заменён на фортепиано, что сделало его звук более балладным. Оригинальная версия «Everytime We Touch» был выпущен в качестве сингла в 2005 году. Эта версия была сделана для радиостанций, которые отказываются играть танцевальные песни. Благодаря успеху оригинальной «Everytime We Touch», эта версия играла редко, однако, видео для версии Candlelight этой песни получил широкую ротацию, являясь одним из самых популярных видео на Bebo.

## Позиции в чартах
- Трек стартовал в The UK Singles Chart с цифровой загрузкой с № 41 и достиг 4-го номера за неделю. Он был № 2 в Великобритании, следуя за Shakira — «Hips Don’t Lie». Вошёл в список 15-и самых продаваемых в Великобритании синглов года. После успеха в США и Великобритании, Cascada выпустили свою песню в Германии, по просьбе лейбла. Стала № 5 в чарте Германии. Сингл стал дважды платиновым в Швеции и достиг № 3 Top 100 из всех синглов в хит-парадах с 1993 года в Швеции. Это означает, что сингл был одним из самых продаваемых синглов в истории Швеции. Сингл оставался в топ-100 в течение 32-х недель.

## Чарты и сертификация
| Чарт (2005–06)                              | Лучшая позиция |
| ------------------------------------------- | -------------- |
| Australia (ARIA)                            | 61             |
| Австрия (Ö3 Austria Top 40)                 | 4              |
| Бельгия/Фландрия (Ultratop 50)              | 32             |
| Бельгия/Валлония (Ultratop 50)              | 7              |
| Brazilian Singles Chart (ABPD)              | 50             |
| Чехия (Rádio — Top 100)                     | 46             |
| Европа (Billboard European Hot 100 Singles) | 5              |
| Финляндия (Latauslista Download)            | 16             |
| Франция (SNEP)                              | 2              |
| Германия (GfK)                              | 5              |
| Ирландия (IRMA)                             | 1              |
| Нидерланды (Dutch Top 40)                   | 10             |
| Нидерланды (Single Top 100)                 | 12             |
| Шотландия (OCC Scotland)                    | 2              |
| Швеция (Sverigetopplistan)                  | 1              |
| Швейцария (Schweizer Hitparade)             | 15             |
| Великобритания (OCC UK Singles)             | 2              |
| США (Billboard Hot 100)                     | 10             |
| США (Billboard Adult Contemporary)          | 28             |
| US Dance Airplay (Billboard)                | 1              |
| США (Billboard Latin Pop Airplay)           | 39             |
| США (Billboard Pop Airplay)                 | 7              |

| Чарт (2006–2007)                  | Позиция |
| --------------------------------- | ------- |
| Netherlands (Mega Single Top 100) | 50      |
| French Singles Chart (SNEP)       | 12      |
| Swedish Singles Chart             | 5       |
| UK Singles Chart                  | 15      |
| German Singles Chart              | 52      |
| US Billboard Hot 100              | 31      |

| Регион | Сертификация  | Продажи   |
| --- | ------------- | --------- |
| Канада (Music Canada) | Платиновый    | 80 000^   |
| Финляндия (Musiikkituottajat)                                                                                            | Золотой       | 5 814     |
| Франция (SNEP) | Платиновый    | 300 000*  |
| Швеция (GLF) | 2× Платиновый | 80 000^   |
| Великобритания (BPI) | 2× Платиновый | 1 200 000 |
| США (RIAA) | Платиновый    | 1 000 000 |
| * Данные о продажах приведены только на основе сертификации. ^ Данные о тиражах приведены только на основе сертификации. |               |           |

## Клип
- Клип был снят и выпущен в июне 2006 года. В нём можно увидеть Натали Хорлер за пределами библиотеки смотрящую на фото парня. Затем она идет в библиотеку, где он же библиотекарь. Она начинает танцевать на столе, что сердит библиотекаря. Натали то снимает с него очки, то трогает его за волосы. После чего переходит к ящикам каталога библиотеки и разбрасывает их, что делает парня ещё более сердитым. Сцена переключается на Натали и библиотекаря, где Натали извиняется. Парень прощает её, и сцена переключается в библиотеку, где каждый танцует вместе с Натали (включая библиотекаря). После Натали и парень покидают библиотеку через боковую дверь, затем видео заканчивается.